# Sekse
Sekse är en by i Ullensvangs kommun i Vestland fylke i västra Norge. Byn ligger vid sidan av riksväg 13, på den östra sidan av Sørfjorden, som är en sydlig arm av Hardangerfjorden.